# メフメト・アリ・アジャ

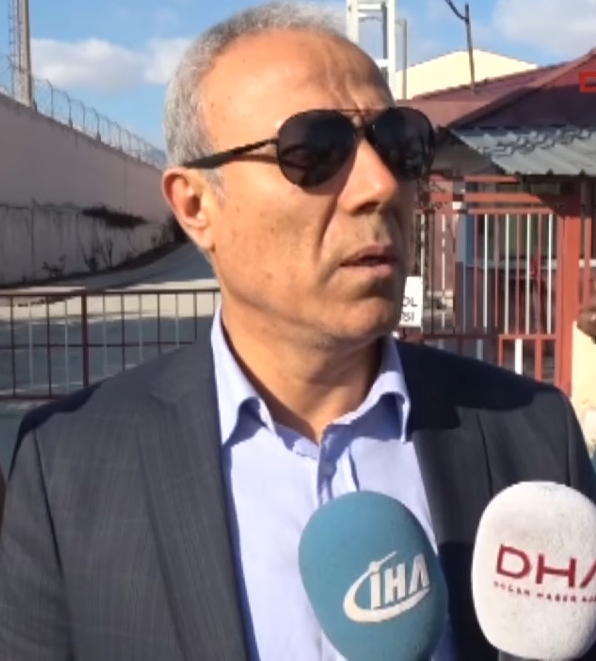
メフメト・アリ・アジャ

メフメト・アリ・アジャ（Mehmet Ali Ağca、1958年1月9日 - ）は、トルコ出身の元テロリスト。1981年5月13日にローマ教皇ヨハネ・パウロ2世をバチカンのサン・ピエトロ広場で銃撃した人物として知られる。

## 青年時代
トルコのマラティヤ県ヘキムハンで生まれたアジャは若い頃に精神疾患を患い、軽犯罪を犯し故郷でストリートギャングの一員となった。その後トルコとブルガリアの間で密輸業に携わる。
次に彼はシリアへ行き、2ヶ月間の兵器とテロ戦術の訓練を受ける。彼はこの訓練をブルガリア政府からの資金援助の元に行われたと主張する。訓練後トルコの極右武装組織「灰色の狼」に参加する。アジャはパレスチナ解放人民戦線（PFLP）の元メンバーであると主張しているが、PFLP側は関係を否定している。
1979年に彼は灰色の狼の指示の下、中道左派系のミッリイェト紙の編集者アブディ・イペクチをイスタンブールで殺害した。彼は密告で逮捕され終身刑が宣告されたが、灰色の狼の助けを借りて脱獄した。

## 教皇暗殺未遂事件
アジャは1981年5月13日、バチカンのサン・ピエトロ広場で、オープンカーに乗って信者の前をパレード中のヨハネ・パウロ2世を拳銃で銃撃する暗殺未遂事件を起こす。
その動機は明らかにされていない。逮捕後の供述では、アジャは事件は政治的理由ではなく、報酬目当てであったと述べた。アジャはソフィアでブルガリアの情報機関と接触し、300万ドイツマルクの報酬で教皇暗殺を請け負ったという。ヨハネ・パウロ2世がポーランドの独立自主管理労働組合「連帯」を支援していたことからKGBの暗殺対象となり、その指示でブルガリア当局はアジャに接触したともいう。しかしながら、エドワード・ハーマンやマイケル・プレンティを始めとする多くの人々は、アジャの話を曖昧であるとして疑っている。
1980年8月から彼はパスポートと身分証明を偽造し、足跡を隠した。彼は1981年5月10日にミラノから列車でローマ入りした。アジャの証言によれば、ローマで彼は3人の共犯者（1人はトルコ人、2人はブルガリア人）に偶然出会ったという。そしてブルガリアの武官、ジロ・ヴァシエフが作戦決行を指示したとされる。計画では、アジャとバックアップの狙撃者オラル・セリクは、サン・ピエトロ広場で教皇を狙撃した後、爆弾を炸裂させ混乱を引き起こし、ブルガリア大使館へ逃亡する予定であった。
5月13日、二人は教皇の到着を待つサン・ピエトロ広場の大勢の群衆にまぎれ込んでいた。教皇の車列が現れ、二人の前にさしかかった時、アジャはブローニング・ハイパワーを取り出し、教皇に向けて4発発砲し、そのうち2発を命中させた。しかしアジャはたちまち周囲の群衆にとり押さえられた。教皇は重傷を負うが致命傷は免れた（のち公開された入院中の写真では、両腕に包帯を巻いている）。

## その後
事件後ヨハネ・パウロ2世は人々に「私が許した、私の兄弟（アジャ）のために祈ってください」と語った。逮捕されたアジャは教皇暗殺未遂によりイタリアで19年間服役し、この間1983年に、ヨハネ・パウロ2世はイタリアの刑務所に収監されていたアジャに面会している。
2000年に教皇の恩赦により釈放後、故国のトルコに送還された。トルコでは別の強盗および新聞編集長殺人事件で25年の実刑判決を受けていたが、イタリアで服役した19年間が刑に算入され、残り6年間の刑期を満了し、2006年1月12日にイスタンブールの刑務所から出所となった。
そして出所のわずか8日後の1月20日、再収監された。トルコ最高裁判所が出所を命じた先の地方裁判所決定に対する同国法相の異議申し立てを認めたため、同日、同国警察はアジャの身柄をイスタンブール市内で拘束し、20日中に刑務所に再収監した。
地裁は、トルコでの刑期からイタリアでの服役期間を差し引いて出所を認めたが、最高裁は「トルコで起きた犯罪で、イタリアにおける服役期間を差し引く法的根拠はない」と判断し、再びトルコで服役することとなった。
2008年の2月、ヨハネ・パウロ2世の出身国ポーランドで余生を送りたいと考えたアジャは、同国の国籍の取得を申請した。また、服役中には、出所後にはヨハネ・パウロ2世の墓を訪れたいとの意向を示すようになった。
2010年1月18日に刑期を完了し再出所した。出所後、52歳になっていたアジャはトルコ軍での兵役に対する適性を有しているどうかを検査するために軍の医療施設へと移送されたが、軍は反社会性パーソナリティ障害を有しているとして彼の適性を否定した。ある声明の中でアジャはこのような宣告を行ったとされる。「私は3日以内にあなた方に会うだろう。全能の神の名において宣言しよう、今世紀における世界の終焉を。全世界は破壊され、全ての人類は死に絶えるであろう。私は神ではなく、神の子でもなく、永遠のキリストである。」
教皇暗殺未遂事件から33年経った2014年の12月27日、アジャはバチカンを訪れ、同年に列聖されたばかりのヨハネ・パウロ2世の廟墓に純白の薔薇を献花した。その際、教皇フランシスコとの面会を希望したものの、突然の訪問であったため認められなかった。